# 錯別字
錯別字就是錯字和別字的統稱，又稱白字。

## 概论
错字：错误的字，而这种字根本不存在。
别字：存在的字，但是在该语境、用法、组合或特殊原因下不是正确的，例如把“文字”写作“文宇”或将“三省六部”写作“3省6部”（这种专有名词一般不允许夹用阿拉伯数字）。
一些情况下，有至少两种写法是可接受的，各地亦對一些詞語有不同寫法，如香港慣用“吸煙”而台灣慣用“吸菸”（大陆繁体标准作“煙”）。

## 中文（汉字）

### 错字
就汉字而言，錯字通常涉及多寫或少寫筆劃：例如「步」寫作「歩」（多了一點；但此字却在日文新字体是正確寫法）。
譌字也是錯字的意思。一些通行的就成了俗字、简笔字、通假字、异体字，甚至成为了部分简化汉字的来源。
这种现象少见于非语素文字的文字。

### 別字
別字也稱白字，就是字沒有寫錯，但卻用錯了另外一個字。就中文而言，別字的例子包括把「斑馬」寫作「班馬」、「今天」寫作「令天」、“眼睛”写作“眼晴”等。
在電腦編碼中，因為同一字不同地區的寫法很多時都分開編碼（是為异体字），以致很多人輸入中文時用了該地區視為別字的字而不自知，例如：「內」（中為入）和「内」（中為人）、「盜」（上為㳄）和「盗」（上為次）等等。

## 其他语言
就使用字母（拉丁字母、西里尔字母、假名、谚文）的語言而言，錯字通常涉及多寫或少寫：例如將英文的「welcome」寫作「wellcome」。
又以英文為例，別字的例子則包括把「sea」（海）寫作「see」（看）。

## 音译译名
语言学界通常不对音译的专有名词的写法有严格要求，但广泛流传的（如沙发、麦克风、比尔·盖茨、卡尔·马克思）仍然应该写常见的译名。

## 簡繁轉換錯別字
有些在簡化過程中將多字合一而成的字例如「干」、「乾」、「幹」（合併簡化為“干”）等在簡體與繁體轉變時會造成錯別字，例如簡體字「干货」（即）可能會變為「幹貨」，簡體字「发质」（即）可能會變為「發質」，種種此例，屢見不鮮。

## 錯別字舉例

### 现代标准汉语
| 有錯別字詞語 | 正確詞語 |
| ------------ | -------- |
| 安祥         | 安詳     |
| 鳥鴉         | 烏鴉     |
| 因該         | 應該     |
| 煩腦         | 煩惱     |
| 近入         | 進入     |
| 撥放         | 播放     |
| 園形         | 圓形     |
| 陽桃         | 楊桃     |
| 彩卷         | 彩券     |
| 祕碼         | 密碼     |
| 偕梯         | 階梯     |
| 宗色         | 棕色     |
| 年玲         | 年齡     |
| 重壘         | 重疊     |
| 膜樣         | 模樣     |
| 續行         | 續航     |
| 沉淺         | 沉潛     |
| 在度         | 再度     |
| 魯肉飯       | 滷肉飯   |
| 冰淇琳       | 冰淇     |
| 日月譚       | 日月潭   |
| 不能自己     | 不能自已 |
| 退去束縛     | 褪去束縛 |
| 九百伶七     | 九百零七 |
| 八面伶瓏     | 八面玲瓏 |
| 五糊四海     | 五湖四海 |
| 春欄秋菊     | 春蘭秋菊 |
| 萬里長誠     | 萬里長城 |

## 教育
一般而言，教师都会要求学生学习使用正确、规范的文字。

### 香港
在香港，錯別字教學是小學語文課堂的主要目標，教育局亦於2003至07年編訂《香港小學學習字詞表 （页面存档备份，存于）》作標準。然而有論者認為，學校過度跟隨《字詞表》標準，會打擊學生學習動機，亦令師生無法集中於真正語文教學之上。